# Hey! Bo Diddley/Mona
Hey! Bo Diddley/Mona è un singolo rhythm and blues di Bo Diddley, pubblicato dalla Checker Records nell'aprile 1957. 

## Descrizione
Hey! Bo Diddley è stata reinterpretata da The Moody Blues, Bill Black, John P. Hammond, Kenny Rogers, Ronnie Hawkins, Maureen Tucker in Playin' Possum e Life in Exile After Abdication, Grateful Dead in Steppin' Out with the Grateful Dead: England '72, e The Temptations. Esiste anche una versione in lingua spagnola, intitolata A Bailar Con Los Seven Days, eseguita dal gruppo rock 'n' roll messicano Los Seven Days.

## Tracce singolo
LATO A
1. Hey! Bo Diddley (Ellas McDaniel)

LATO B
1. Mona (Ellas McDaniel)

## Formazione
- Bo Diddley: voce, chitarra
- Jerome Green: maracas
- Frank Kirkland o Clifton James: batteria
- Peggy Jones & The Flamingos: cori